# Lucian Piane
Lucian Piane (Kansas City, 4 ottobre 1980) è un compositore e produttore musicale statunitense.
Ha creato colonne sonore per molti film, telefilm, produzioni teatrali e cantanti, e ha ricevuto il premio Recording Industry Association of America Platinum Album per la produzione in Hairspray - Grasso è bello. Piane ha ricevuto la fama su Internet sotto il nome di RevoLucian per i suoi remix-tecno satirici, di cui il più famoso è Bale Out, che includevano tiriadi con profanità sull'attore Christian Bale fatti sul set di Terminator Salvation.

## Carriera
Piane si è laureato all'Università di New York nel 2003 con un master in composizione musicale. Ha lavorato personalmente con il compositore e scrittore di canzoni Marc Shaiman; i due hanno collaborato in film come Team America: World Police, Vizi di famiglia e Hairspray, nello show di Broadway Martin Short: Fame Becomes Me e ai 76° Academy Awards. Piane ha ricevuto il premio Recording Industry Association of America Platinum Album per la produzione della colonna sonora di Hairspray, che era stata anche nominata ai Grammy Award. Piane ha ideato la colonna sonora per il musical del 2006 In Your Dreams, scritto da Zeke Farrow.
Piane ha composto la colonna sonora per il documentario dell'HBO An OMar Broadway Film e per il film Pretty Ugly People. Ha anche scritto la canzone Year End Rap che il blogger Perez Hilton eseguì sul suo special di VH1, What Perez Sez. Piane ha anche scritto la canzone Stunning per il reality show di Calpernia Addams, Transamerican Love Story.
Piane vive a Los Angeles, California; nel 2009 ha lavorato sull'album Champion di RuPaul e composto la musica del film horror Patto di sangue. Piane ha inoltre arrangiato la canzone The Clap di Perez Hilton, creata per la colonna sonora del film Another Gay Sequel: Gays Gone Wild!. Nel 2011 ha nuovamente collaborato con RuPaul per la produzione dell'album Glamazon. Il 24 febbraio 2014 è stato distribuito il suo terzo album con RuPaul, Born Naked.

## Premi e riconoscimenti
| Anno | Award                        | Organizzazione                                     | Lavoro     | Categoria                                                                                | Risultato |
| ---- | ---------------------------- | -------------------------------------------------- | ---------- | ---------------------------------------------------------------------------------------- | --------- |
| 2007 | Grammy Award                 | National Academy of Recording Arts and Sciences    | Hairspray  | Best Compilation Soundtrack Album for a Motion Picture, Television or Other Visual Media | Nominato  |
| 2007 | Platinum Album Award         | Recording Industry Association of America          | Hairspray  | Soundtrack                                                                               | Vinto     |
| 2009 | Best of the Web - The Urlies | Urlesque                                           | "Bale Out" | Best Remix of the Year                                                                   | Nominato  |
| 2009 | Best of Clicker Awards       | Clicker.com                                        | "Bale Out" | Latest Favorite Viral Video                                                              | Finalista |
| 2010 | Webby Award                  | International Academy of Digital Arts and Sciences | "Bale Out" | Best Video Remixes/Mashups                                                               | Nominato  |